# Абдуллаева, Тохта
Тохта Абдуллаева (1922 год, Ташкент, Туркестанская АССР — ?) — бригадир полеводческой бригады колхоза им. Хрущёва Орджоникидзевского района Ташкентской области, Узбекская ССР. Герой Социалистического Труда (1957).

## Биография
После окончания училища механизации с 1942 года трудилась трактористкой МТС Орджоникидзевского района, затем с 1947 года — звеньевой, с 1952 года — бригадиром хлопководческой бригады колхоза имени Чапаева (позднее — имени газеты «Правда», имени Хрущёва) Орджоникидзевского района. С 1959 года — член КПСС.
В 1956 году бригада под её руководством собрала в среднем с каждого гектара по 52 центнеров хлопка-сырца сорта «С-4727». Указом Президиума Верховного Совета СССР «О присвоении звания Героя Социалистического Труда колхозникам, колхозницам, работникам машинно-тракторных станций, совхозов, партийным и советским работникам Узбекской ССР» от 11 января 1957 года удостоена звания Героя Социалистического Труда за «выдающиеся успехи, достигнутые в деле развития советского хлопководства, широкое применение достижений науки и передового опыта в возделывании хлопчатника и получение высоких и устойчивых урожаев хлопка-сырца» с вручением ордена Ленина и золотой медали «Серп и Молот».
Дальнейшая судьба неизвестна.